# Орлов, Василий Степанович
Василий Степанович Орлов (21 июля 1924 — 25 декабря 1994) — разведчик 49-й отдельной разведывательной роты, ефрейтор — на момент представления к награждению орденом Славы 1-й степени.

## Биография
Родился 21 июля 1924 года в городе Павлодар. Окончил 6 классов. С 1935 года жил в городе Омск. Учился в ремесленном училище. С 1941 года работал на шахте в Карагандинской области Казахстана, затем в колхозе в Нуринском районе той же области.
В феврале 1942 года был призван в Красную Армию Нуринским райвоенкоматом. Окончил полковую разведывательную школу. На фронте в Великую Отечественную войну с мая 1944 года. Воевал на Ленинградском, Прибалтийском и 2-м Белорусском фронтах.
Разведчик 49-й отдельной разведывательной роты красноармеец Орлов 18 июня 1944 года с группой бойцов ворвался в город Койвисто и захватил в плен гитлеровца, который дал ценные сведения.
Приказом командира 46-й стрелковой дивизии от 20 июня 1944 года за мужество, проявленное в боях с врагом, красноармеец Орлов награждён орденом Славы 3-й степени.
17 сентября 1944 года ефрейтор Орлов с группой разведчиков, находясь в дозоре в районе населённого пункта Марама, пленил несколько вражеских солдат и двух офицеров.
Приказом по 2-й ударной армии от 23 сентября 1944 года ефрейтор Орлов награждён орденом Славы 2-й степени.
В середине января 1945 года Орлов в боях на подступах к городу Цеханув в составе группы разведчиков выдвинулся в тыл врага и передал по рации ценные сведения о противнике. По данным разведки огнём дальнобойной артиллерии была накрыта большая группа танков у населённого пункта Выгда. Продолжая действовать в тылу врага, в районе Цеханува группа столкнулась с подразделением противника. В завязавшемся бою Орлов уничтожил одиннадцать противников. В дальнейшем разведчики первыми вошли в город и на одной из улиц обнаружили скопление вражеских войск. Воспользовавшись внезапностью, они открыли по врагу огонь. Противники приняли небольшую группу за прорвавшиеся советские части и в панике бежали. Ефрейтор Орлов вёл огонь по врагу из захваченного бронетранспортёра.
Указом Президиума Верховного Совета СССР от 24 марта 1945 года за мужество, отвагу и героизм, , ефрейтор Орлов Василий Степанович награждён орденом Славы 1-й степени.
Войну закончил на острове Роген. В 1945 году демобилизован. Вернулся на родину. Работал шофёром, слесарем-инструментальщиком на Павлодарской автобазе № 7. Жил в городе Павлодаре. 
Скончался 25 декабря 1994 года.
Награждён орденами Славы 1-й, 2-й и 3-й степени, Отечественной войны 1-й степени, медалями.